# The Urmuz Epigrams
The Urmuz Epigrams je studiové album amerického hudebníka a skladatele Johna Zorna. Vydáno bylo v lednu roku 2018 společností Tzadik Records a kromě Zorna, který obsluhuje několik různých nástrojů, se na desce podílel bubeník Ches Smith. Deska byla věnována rumunskému spisovateli Urmuzovi. Deska, která vznikla jako hudební koláž, obsahuje celkem osm skladeb, přičemž každá z nich je na desce zahrnuta ve dvou verzích. Deska vznikla ve studiu East Side Sound v New Yorku a nahrávání a mixování měl na starost Zornův dlouholetý spolupracovník Marc Urselli.

## Seznam skladeb
Autorem všech skladeb je John Zorn.
| The Urmuz Epigrams – Modern Reconstructions | The Urmuz Epigrams – Modern Reconstructions                                                | The Urmuz Epigrams – Modern Reconstructions |
| Pořadí                                      | Název                                                                                      | Délka                                       |
| ------------------------------------------- | ------------------------------------------------------------------------------------------ | ------------------------------------------- |
| 1.                                          | Disgusted with Life                                                                        | 2:48                                        |
| 2.                                          | This Piano Lid Serves as a Wall                                                            | 3:52                                        |
| 3.                                          | With Wet Clothes and Disheveled Hair He Wandered in the Dead of Night in Search of Shelter | 3:02                                        |
| 4.                                          | Then Again, Who Amongst Us Can Complain                                                    | 3:40                                        |
| 5.                                          | A Rain of Threats and Screams                                                              | 3:43                                        |
| 6.                                          | The Pelican or the Pelicaness                                                              | 3:06                                        |
| 7.                                          | After That the Funnel Became a Symbol                                                      | 2:55                                        |
| 8.                                          | Desperate from Having Been Left Without a Bladder                                          | 1:28                                        |

| The Urmuz Epigrams – Original Versions, Privately Pressed on the Romanian Pahuciphone Label Circa 1923 | The Urmuz Epigrams – Original Versions, Privately Pressed on the Romanian Pahuciphone Label Circa 1923 | The Urmuz Epigrams – Original Versions, Privately Pressed on the Romanian Pahuciphone Label Circa 1923 |
| Pořadí                                                                                                 | Název                                                                                                  | Délka                                                                                                  |
| --- | --- | --- |
| 9. | Disgusted with Life                                                                                    | 2:50                                                                                                   |
| 10. | This Piano Lid Serves as a Wall                                                                        | 3:56                                                                                                   |
| 11. | With Wet Clothes and Disheveled Hair He Wandered in the Dead of Night in Search of Shelter             | 3:05                                                                                                   |
| 12. | Then Again, Who Amongst Us Can Complain                                                                | 3:48                                                                                                   |
| 13. | A Rain of Threats and Screams                                                                          | 3:50                                                                                                   |
| 14. | The Pelican or the Pelicaness                                                                          | 3:11                                                                                                   |
| 15. | After That the Funnel Became a Symbol                                                                  | 2:57                                                                                                   |
| 16. | Desperate from Having Been Left Without a Bladder                                                      | 1:20                                                                                                   |

## Obsazení
- John Zorn – saxofon, klavír, varhany, zvukové efekty, kytara, baskytara, perkuse, hlas
- Ches Smith – bicí, perkuse, vibrafon, zvonkohra, hlas